# 周伯通
周伯通，金朝山東寧海（今山東牟平）人。周伯通在王重陽創立全真道時曾給予資助，後因金庸小說而知名。
周伯通生平不詳，與全真道北七真中馬鈺、譚處端、王處一、郝大通、孫不二同為寧海人。當時在寧海、文登等地傳道的王重陽先後收丘處機、譚處端、馬鈺、王處一、郝大通為徒。1169年春（金世宗大定九年巳丑四月），王重陽帶領馬、譚、丘、郝四弟子回到寧海，周伯通築庵請王重陽居住，名曰「金蓮堂」。五月初五，馬鈺的妻子孫不二在金蓮堂出家。八月，王重陽在金蓮堂成立「三教金蓮會」。隨後王重陽赴福山、登州、萊州等地繼續傳道，收劉處玄為徒。

## 金庸小說中的周伯通
在金庸武俠小說《射鵰英雄傳》及《神鵰俠侶》中，周伯通被設定為王重陽（書中為「天下五絕」之首，有「中神通」之號）的師弟，全真七子的師叔， 是為全真教創始人之一，為金庸小說中武功絕頂的高手之一。周伯通射雕出场时滿臉花影，髮鬚烏黑，雖然甚長，卻未見斑白。在第三次华山论剑之时，周伯通被推为新天下五绝之首，得到“中顽童”之称号。
登場回數：
- 射雕英雄傳：16-19、22-23、33、35、38-39
- 神鵰俠侶：16-17、24—26、28—30、32、34-35、38-40

### 生平
周伯通天性純真，性情單純，又如孩童般任意妄為，常不看場面緩急狀況下胡鬧，喜歡玩耍，行為幼稚，心性猶如長不大的小孩，為老不尊，故有「老頑童」之稱。他不拘小節、好武成癡，把武功當作人生的一部分。當被生平未見的武功吸引時，有甘願向施功者拜師求教的舉動（如初見歐陽鋒施展的輕功、郭靖所練的降龍十八掌、楊過獨創的黯然銷魂掌、金輪國師施展的龍象般若功等），然而，他好武並非如歐陽鋒一樣爭取名逐利，問鼎江湖，只不過是純粹寓武學於遊戲，是玩鬧的一部分。
他是一個不世武林的奇才，在《射鵰英雄傳》中期武功造詣已達到深不可測、出神入化的地步，內力已臻化境，來去自如，並可與五絕齊驅。後因誤識九陰真經，在故事後期除歐陽鋒外（因逆練九陰真經，而令武功大進）或許已算是當世第一高手。在《神鵰俠侶》結束時武功最高的高手之一，連黃藥師和段智興也自嘆修為遜其三分。
與晚輩郭靖（《射鵰英雄傳》男主角）結拜為義兄弟。
天生是個樂天派，心中空蕩蕩，沒有名利概念，只喜歡無拘無束地玩，這點連黃藥師也甚至為拜服。雖未隨王重陽出家入道，卻在全真道門內深得道家養生要旨，長壽有道，逍遙自在地生活在天地之間。其養生修為勝過全真七子，他至所以能在百歲高齡返老頑童，是與他擅長養生有莫大關係。
武功方面，周伯通早年已是一個絕頂高手，修為勝於中原大部分好手，只是略逊于「天下五絕」中的四絕（東邪、西毒、南帝、北丐），與另一高手「鐵掌水上飄」裘千仞只是伯仲之間，只是当时跟瑛姑私通而破了童子身，学不得师兄绝顶武学—-先天功，不過亦無礙其後來武功大進。在王重陽死後成為全真教實際上的第一高手。後來被囚禁在桃花島上因自創絕學「空明拳」、「雙手互搏」，令他的武功大進，與「天下五絕」不相伯仲。於教授郭靖上下卷《九陰真經》時不知不覺間習得，令他武功幾乎成為天下第一（除逆練真經的歐陽鋒外），猶在師兄王重陽之上。於《神鵰俠侶》結尾時，繼承師兄王重陽「中神通」地位，得「中頑童」之號，成為了「天下五絕」之首。

### 背景
周伯通在王重陽成立全真教之前兩人已經熟識，是生死之交的好兄弟，而王重陽對周伯通亦頗為信任，周伯通本人亦很尊敬和崇拜王重陽，且由王重陽授予武功，曾打算與王桃圈結義為異姓兄弟，不過被王婉拒。在王重陽成為道士建立全真教之後，其熟知周伯通好動和痴於習武的習性不適於道家清淨無為的要求，因此不讓周伯通當道士，而這也符合周伯通的心意。
在第一次「華山論劍」中，師兄「中神通」王重陽打敗了其餘四絕，贏得武功秘笈《九陰真經》，並成為武功天下第一的高手，這令周伯通非常羡慕和敬重。
此書首次交代周伯通與瑛姑的感情糾紛。在本書開始前，即大約於首次華山論劍結束後不久，王重陽自知命不久矣，於是帶同周伯通隨到大理拜訪大理皇上段智興（後來的一燈大師），以交換武功，此行目的是希望段智興可在自己病死後剋制西毒歐陽鋒，阻止搶奪九陰真經和到處行惡。當王重陽與段智興練功時，周伯通竟然悶到發荒，於是在宮中東狂西遊，其間偶遇當時尚為劉貴妃的瑛姑，並好意授其點穴術，不過日久生情，周伯通趁著段與王練功的空擋竟與瑛姑私通，後被發現，段智興與王重陽大怒，而王重陽甚至想殺了周伯通，但被段智興阻止。段為了顧全與王的交情，於是把瑛姑許配給周伯通，不過周伯通由於感到愧疚和不願負責，所以拒絕，並拋棄瑛姑離開，只是心裏亦愛着她。此事亦成周伯通人生最大的污點，周伯通從不會向他人講述此事，自己也避免去想。及後瑛姑被打入冷宮，此時懷上周伯通的兒子（周伯通在神鵰俠侶後期才確切得知和相信），他兒子出生後，被打算折損段智興五年功力從而可勝出華山論劍的鐵掌幫幫主打至重傷，可是段智興因有醋意而沒有救治周伯通的兒子，並導致瑛姑離宮，同時結下仇怨（後來已冰釋嫌，不過仍有芥蒂，雙方不願相見），更令段智興一度求死，最後出家成一燈大師（周伯通並不知，後來才知道），間接令西毒歐陽鋒肆無忌彈地作惡和搶奪九陰真經，即代表王重陽剋制歐陽鋒計劃失敗。周伯通因對此事的內疚而避見段智興和瑛姑。
不久王重陽逝世，歐陽鋒趁此機會，乘虛而入偷襲重陽宮擔奪九陰真經，王重陽的徒弟全真七子很快戰敗，周伯通隨後拆了數十招也戰敗，因為此時周伯通的武功是略遜歐陽鋒。見九陰真經即將落入敵手，突然見師兄從棺材裏跳出，並以含有先天功的一陽指破了歐陽鋒的絕技蛤蟆功，令其玄功受損，武功一度盡失使其逃至西域，20年也不敢重返中原。原來王重陽在死前已發現歐陽鋒埋伏在重陽宮附近，打算待自己一死，便搶奪九陰真經，為防顯出破綻，決意隱瞞眾人下以上乘內功閉氣假死一次，引歐陽鋒現身，破去其武功。王重陽假死後隨即逝世。在死前交代周伯通將經書上下冊分開藏匿同時下令全真弟子（包括周伯通本人）不得修習九陰真經內任何武功，周伯通見王重陽苦心保護九陰真經，決意執行其囑託。
周伯通在運送《九陰真經》下冊至藏匿地點的途中遇到「東邪」黃藥師與其新婚妻子馮氏，黃藥師雖不似歐陽鋒對九陰真經那麼渴求，但仍對真經也有野心，然而黃藥師自恃君子，不屑像歐陽鋒明搶真經，遂與周伯通賭比試擲石彈，結果黃藥師略施小計，在手指上暗運內力，周伯通不知情下敗下陣來，遂使黃藥師的妻子馮衡可以借閱《九陰真經》的下卷，憑著過目不忘的本領把全部內容記憶下來，再自行抄錄一本交予黃藥師。二版中，馮衡戲弄周伯通所持之書不過是江南孩童皆知且會背誦的算卜之書，讓周伯通信以為真，以為下卷真經在歐陽鋒來犯時被調包，氣得當場毀去下卷真經（新修版修改，當周伯通當撕去封面時，察覺黃藥師臉色有異，才沒毀去下卷真經）。
大約3年後，周伯通從師姪丘處機口中得知黃藥師的弟子黑風雙煞（陳玄風丶梅超風夫婦）從黃手中偷得九陰真經下卷，並以九陰真經中武功到處作惡，因而令周伯通醒覺自己被騙於黃藥師夫婦，周伯通先令眾師姪一起圍剿黑風雙煞夫婦，以索回九陰真經，但未果。由於沒找到黑風雙煞二人，因此唯有找他們的師父理論和討回經書，為防上冊經書被盜，於是攜帶《九陰真經》上冊經書獨自前往黃藥師居所桃花島追討下冊經文和理論，當時黃藥師的夫人因默寫九陰真經過累致難產而死，黃藥師本就傷心之極和喜歡遷怒他人，正要找人遷怒，加上周伯通不斷質問黃藥師欺騙自己一事及取笑其因喪妻而意志消沉，還説死了夫人可專心練功，本來這番是安慰說話，但正觸犯了黃的大忌，一言不合下與黃藥師各自以上乘武功展開激烈交戰，周伯通畢竟此時的武功仍略遜黃一籌，致最後不敵，並遭黃藥師的「彈指神通」射傷雙腳，從此被困於島上15年，兩人因此結怨。在旁躲藏的陳玄風和梅超風看到後亦對周伯通的施展的上乘武功非常佩服，知道自己兩人即使修習九陰真經但武學修為仍遠不及周伯通。十多年來，全真七子以為他只是在江湖上胡鬧，根本不知他被囚禁一事。
被困在島上15年期間周伯通為打發時間而自創武藝七十二路「空明拳」及「雙手互搏」，亦領悟到很多武學道理，令其武功大進，武功水平亦提升，功力與五絕已不相伯仲事，同時也熟讀《九陰真經》上冊經文（新修版則改成熟讀上下冊兩卷經文），但礙於王重陽遺訓練而不得，這對好武成痴的周伯通是一種折磨，卻也為後來教授郭靖九陰真經提供動機和基礎。每晚也被黃藥師以碧海潮生曲折磨，但歸順利過關。曾向黃藥師發誓如果不能打敗他就不會離開洞穴一步（如廁除外），而黃藥師亦承諾他交出九陰真經或打敗他就可離島。
15年後，黃藥師的女兒即本書女主角黃蓉無意間發現周伯通囚禁處，並拿美酒與其交談，兩人頗為投契，但不久即被黃藥師發現，並被嚴厲地斥責一番，黃蓉因而憤然離島，這是間接令黃蓉認識郭靖，並結為伴侶，開啟兩人姻緣。
周伯通首次出現於《射鵰英雄傳》第16回「九陰真經」裡頭，當故事男主角郭靖在島上迷路時初遇到周伯通時，當時他被黃藥師以武功歌曲碧海潮生曲折磨，本來周伯通也沒有放有心上，不過黃藥師突然在曲中加了新招有意弄死周伯通，加之周伯通瑛姑的孽緣，他又沒防範，使其幾乎喪命但幸得郭靖出手相助，以內力助其抵禦，因是周伯通是對郭靖非常感恩，為後來結拜兩人埋下伏筆。
天真爛漫的周伯通與郭靖成為結拜兄弟，並且授予「空明拳」和「雙手互搏」，期間二人日益投契。
西毒歐陽鋒來到桃花島提親，其所攜的毒蛇在島上胡亂爬行，因此周伯通被這些毒蛇咬傷，後來郭靖幫他吸取蛇毒，並把割傷皮虜，從而把血中剋制蛇毒之物給周伯通服食，周伯通方能無恙，並在此時從郭靖處取得下冊經文。出於感恩之意，但更多是出於作弄和好奇心理周伯通在未告知郭靖的情形下要他詳記《九陰真經》上下兩卷的經文內容，同時也教導其九陰真經內之武功，令他武功大進。只是周伯通自己也在不知不覺的情形下習得了《九陰真經》上所記載的武功（新修版則改成周伯通為報郭靖的救命之恩，加之為測試九陰真經武功的威力，因而在郭不知情情況下傳授，郭靖根本沒有獲得下卷經文，兩卷也在自己手上，並且也是上下兩卷一併傳挼）。武功大幅进步，書末时候輕功更能媲美裘千仞。
周伯通一度以九陰真經的功夫打敗黃藥師，但這便違反師兄不得修習九陰真經的教訓，於是便單手與黃藥師交戰，但不敵，説要待忘記九陰真經功夫才一決高下，於是乾脆把兩卷真經原卷以內力撕碎，黃藥師無奈，而且出於愧疚之情便讓其離開桃花島，但周伯通為作弄黃藥師竟向黃說郭靖偷學梅超風手抄本中的九陰真經，這令黃藥師大怒，不但令郭靖被逐出桃花島，更險些令郭靖黃蓉恩緣終結。當然周伯通展示的九陰真經武功加深在旁的歐陽鋒對九陰真經的興趣，導致歐陽峰三番四次威迫周伯通、郭靖、黃蓉等人默寫及解釋九陰真經。
周伯通不顧黃藥師勸阻執意與郭靖、洪七公乘坐黃藥師用來「殉情」的船隻離島，結果當然遇到海難，後被歐陽鋒所救，當然歐陽鋒只是乘機要求周伯通默寫九陰真經，但周伯通當然不肯，於是歐陽鋒要求周伯通屢行「賭約」（只要歐陽鋒毒死附近鯊魚，周必須默寫九陰真經，否則便跳海），周伯通信守承諾，然而當天黃藥師船上的木頭卡著鯊魚的大嘴，使鲨魚末能染毒，周伯通得以倖存。月餘後，更重遇郭靖、洪七公、黃蓉一行人與歐陽鋒。
不久，周伯通與郭靖一行人到了臨安。洪七公打算到皇宮飽嘗美食，周伯通便應黃蓉請求保護武功盡失的洪七公，但周伯通愛好胡鬧，竟在皇宮中遇上企圜偷取武穆遺書的歐陽鋒，歐陽鋒再次威迫周翻譯九陰真經總綱，但周伯通當然不從，童心怱起的周伯通，便存心戲弄毆陽鋒稱只要跟自己比賽腳力便得到總綱，於是二人便互追三天三夜，期間遇上黃藥師，原來黃藥師誤會愛女已死，遷怒於郭靖，要找郭靖的下落後把他擊殺，周伯通當然知道黃蓉尚在人間，但出於作弄心理便再度戲弄黃藥師說跟自己跑到曲三酒館便會告知黃藥師郭靖的行蹤，結果二人的腳賽變成三人腳賽，臨近終點周伯通想起洪七公尚在皇宮，便借故離開，但周伯通武功與黃、歐半斤八兩，因此二人無可奈可，歐陽鋒的算盤再次落空，黃藥師仍未能得知真相只能沉醉一於悲痛。出宮後，周伯通與洪七公在嘉興一帶遊蕩，其間，遇上金國打手彭連虎、靈智上人等人，原本周伯通可迅速打敗他們，但周伯通本就是武痴偏要和靈智上人鬥定力，甚至不惜置七公於不顏，但其實這根本是上人一行人的計謀（上人實際上被點了多處大穴自然處上風），他們要活捉洪七公，洪七公幸被柯鎮惡保護躲入山洞才倖免於難，後來郭靖、黃蓉終於找到周伯通一行人，周伯通便把洪七公交還給郭黃後便離去。
煙雨樓大戰後，黃蓉為避免裘千仞追殺郭靖，便以裘千仞是瑛姑仇人為由要求周伯通追殺其，周伯通便到鐵掌山找裘千仞箅帳，但裘千仞仗著絕頂輕功逃過周伯通追殺，二人邊走邊打，周伯通一直追蹤裘至西域，期間在西域石屋遇上被歐陽鋒挾持的郭靖，四人打戰了一晚，周伯通童心忽起，一時攻裘千仞，一時攻歐陽鋒，一時攻郭靖。最後裘千仞使詐（以周伯通平生最怕的蛇來恐嚇周）反追殺周伯通至華山，二人由中原跑至西域，再由西域跑至中原。
瑛姑出宮後一直盼望與周重聚，不斷在江湖上打聽其消息，甚至不惜冒險入桃花島企圖救出被囚的周伯通，而被困桃花陣三日三夜，險些餓死，結果救人行動當然失敗，最後還是黃藥師命啞僕將瑛姑送走，瑛姑才能脫困。即使瑛姑心念周伯通，周伯通心底仍愛瑛姑，然而周伯通卻一直選擇逃避瑛姑，不但不願與瑛姑相見，連聽到瑛姑的名字也發抖，忍不住逃走。在小說最後，周伯通雖與瑛姑在華山上重逢，但周伯通仍然籍肚子痛逃脫，周伯通亦因此失去參加第二次華山論劍的機會。同時也替下部小說《神鵰俠侶》預留了伏筆。
周伯通又在華山擒獲昔日完顏洪烈座下四大高手，即沙通天、彭連虎、候通海、靈智上人，並把他交給丘處機送往重陽宮囚禁，結束四人作惡多端的生涯。
周伯通再次於《神鵰俠侶》第16回「殺父深仇」登場，淘氣的周伯通在忽必烈的營帳戲弄蒙古軍營的眾位武林高手，在埸展現的武功令金輪國師等一眾高手為之震驚佩服，在埸的忽必烈甚至延起招攬之心。其後因為先前在絕情谷搗亂和盜竊，不慎被人用漁網擄去，但其實周伯通是有意為之，但此舉卻無意中使楊過、金輪國師等高手共6人追逐至絕情谷，更間接使楊過與小龍女團圓。入谷後便爭脫漁網，又在絕情谷胡鬧一番，先點了蒙古高手瀟湘子的穴道，繼而以瀟湘子的樣貌現身，再把偷來的絕情谷地圖、僅存的絕情丹、千年靈芝等塞入楊過懐中，以交好楊過（楊過事後才知情），同時又在神不知鬼不覺偷取讓過身上的大展剪刀。由於周伯通本就不喜谷主公孫止便出言侮辱其，繼而先後與谷主大弟子樊一翁、尹克西、楊過、瀟湘子、尼摩星、麻光佐等人大戰，但亦憑高超武藝取勝，最後甚至把衣物脫下以證自己「清白」，公孫止亦忍不住稱其胡閙、不知羞恥，公孫止無奈地再度讓周伯通逃脫。
逃脫後，周伯通繼續遊戲江湖，為了助守衛襄陽的郭靖鼓舞軍心不惜潛入蒙古大營偷取王旗，期間遇上金輪國師、小龍女和全真款的趙志敬、甄志炳（舊版為尹志平）等人，國師為奪回王旗便與周伯通立下「賭約」，要周伯通自行到軍營取王旗，後來國師又派一心打算謀得掌教之位而巴結周伯通的趙志敬暗中引路，後來周伯通便在一個山洞中順利找得王旗，但被藏於洞中的蜘蛛咬傷，幾乎喪命。原來，國師為阻止周伯通前往襄陽義助郭靖，加上為了要脅趙志敬籍控制全真教，不惜以毒蜘蛛企圖殺死周伯通，幸好，周伯通被暗中觀察的小龍女所救，而國師又以蜘蛛網封死洞口，二人被困一夜，期間在她身上學會了指揮玉蜂的技藝，想不到卻成為後半生的娛樂和寄托，周伯通又传授她左右互搏，以打敗國師，卻意外使她武功超越全真七子，公孙止，黄蓉等高手。後來，小龍女引來蜜蜂攻破洞口，同時周伯通發現蜜蜂正是毒蜘蛛的剋星可解此毒，然而守著洞口的金輪國師順著蜂群逃至夭夭，小龍女、周伯通喪失可能打敗國師的機會。
自從，周伯通偷了小龍女的玉蜂漿來學習養蜂，便不去襄陽，以免尷尬，於是周伯通便改往終南山找趙志敬算帳（但其實趙志敬雖與國師勾結為周引路，但趙根本對國師計謀不如情，趙只是被國師利用）期間一路把弄密蜂，卻不小心把古墓的蜜蜂引入重陽宮，使眾多弟子被刺傷。周伯通自然就趙志敬一事怪責「全真五子」一翻，後由得知趙志敬通敵賣國，叛教降敵，碰巧趙志敬拾到周伯通偷來的玉蜂漿，籍此要脅周伯通和五子放過自己，新仇舊恨下，周伯通大怒，順勢放蜂把趙志敬咬死。事後，周伯通難免發淘氣責怪五子教弟子無方間接使自己失去玉蜂漿。
周伯通雖然天性胡鬧，但反而收了穩重的耶律齊為徒。原來周伯通在十多年前蒙古遊蕩期間遇到少年的耶律齊，而當年的耶律齊十分頑皮，與自己性格有三分相似，周伯通號稱「老頑童」見到耶律齊淘氣自然心想以後豈不多了個「小頑童」，殊知，耶律齊長大後日益成熟，與自己變得南轅北轍，令他感到很諷刺，如今想賴也賴不了，於是吩咐耶律齊不得向人透露師父的身份，致曾經身為全真教弟子的楊過和李莫愁這類武學名家也先後誤以為耶律齊就是全真七子門下的弟子，但這也難不到聰明絕頂的好友黃蓉，黃蓉首遇耶律藉猜到了耶律齊的師父就是周伯通，並在周伯通重遇黃蓉後直接被黃點破。
蒙古人火燒重陽宮，周伯通隨全真教徹退後，並帶走終南山一部份的蜜蜂，周伯通繼續闖蕩江湖，周伯通先後把程英、陸無雙兩表姊妹與李莫愁、洪凌波兩師徒引至絕情谷，為絕情谷添亂，又遇上小龍女與已出家的裘千仞（慈恩大師）比賽輕功，周伯通便助小龍女取勝。後來，周伯通以蜜蜂把李莫愁引致情花叢，使其終為眾人所制，另外，周伯通終於從小龍女身上習得正確馴蜂方法，但遇見一燈大師後便逃之夭夭。
晚年，周伯通隱居百花谷，這裹與瑛姑住處相近，以養蜂為樂，在深厚的內力加持和深譜道家養生之道下，周伯通的頭髮竟然有花白變成烏黑，可說返老還童。十六年後，楊過為取得瑛姑的九尾靈狐求助史叔剛，便與郭襄到百花谷斡旋周伯通、瑛姑、一燈大師多來錯綜複雜的關係，期間首次與郭靖黃蓉之次女首次見面（當時周伯通並不知道郭襄的真正身份，郭襄亦有意隱瞞自己的身份）在楊過告知且從中斡旋下，周伯通瑛姑數十年對自己的心意和淒苦和一燈大師出家的其正原因，周伯通終於意識到多年來的錯誤，的確辜負瑛姑數十年，並跟兩人相見，在周伯通的主導下瑛姑終於釋懷，二人原諒將死的殺子仇人裘千仞，隨後裘千仞亦安詳逝世，三人數十年來的恩怨纏綿亦終告和氣解決。
一個月後，郭襄因尋找楊過而被重返中原的金輪國師俘虜，黃蓉與程英、陸無雙便到百花谷找上周伯通、一燈大師、瑛姑幫助尋女，加上黃蓉又在百花谷蜂群發現小龍女有可能尚在人間，並身處於絕情谷斷腸崖崖底，於是六人便趕往絕情谷，期間遇上金輪國師，得知郭襄跳崖，這讓眾人恨極金輪國師，誤以為這是國師所為，實際上是郭襄意外墜崖，雖然這與國師無關，但眾人恨極金輪國師，先後與其動手，周伯通便與國師大戰數百會合，最後因「東邪」黃藥師出現而終止。周伯通便與黃藥師、一燈大師等人制服國師，點了國師三大穴道，把他綑綁起來，此時，郭襄從崖底上來，眾人得知崖底存在很大的空間，楊過仍在崖底，眾人義不容辭到崖底救人。然而到了崖底，周伯通等人也暫時發現不了楊過的蹤跡，眾人只得上崖。
上得崖頂，周伯通與眾人發現郭襄再次被國師俘虜，原來是郭襄心軟解開國師穴道。眾人估計郭襄大概成為蒙古人要挾郭靖投降的棋子。於是周伯通便隨眾人到襄陽協助郭靖守城。眾人穿過蒙古軍營，周伯通、黃蓉便火燒軍營，眾人亦乘機與蒙古軍人交戰，周伯通、陸無雙、黃蓉、瑛姑等人也身中箭傷，當中以周、陸的傷勢較重，眾人先得徹回襄陽城。次日，周伯通便不顧傷患率領全真弟子和一部分襄陽士兵大戰蒙古兵，解救郭襄，由於黃藥師騙得周伯通穿軟蝟甲，是故此役周伯通髮皮膚無損，最後以楊過以石頭擲死蒙古大汗結束，宋軍勝利，郭襄順利獲救。眾人大喜，慶功宴上紛紛推周伯通諸高手為上座。
尾聲時，周伯通與郭靖一行人到華山拜祭洪七公，期間周伯通便乘機對着旁邊老對手歐陽峰的墳墓挖苦到「老毒物啊老毒物，你生前作惡多端，死後骸骨仍得與老叫化爲鄰，也可算是三生有幸。今日人人都來拜祭老叫化，卻隻有兩個娃娃（楊過、小龍女）向你叩頭，你如有知，想來也要懊悔當年太過心狠手辣了罷？」，眾人也哭笑不得，可見，周伯通等對歐陽峰的仇恨難消，隨後周伯通與眾人在閑談期間參與「第三次華山論劍」，周伯通在黃藥師、黃蓉等人推舉下獲得位高於「天下五絕」之首的「中頑童」稱號。其武功為天下最高者之一，但周伯通對此等名利顯得不在乎，甚至沒有名利的概念，心空蕩蕩。隨後，周伯通等人眼見一群普通的武林人士也模仿師兄王重陽召開華山論劍，不禁感慨事過境遷。最後周伯通與眾人在華山與楊過小龍女兩人告別。

### 武功
全真劍法
七剑七式，七七四十九式，變化精微，穏重端嚴。
三花聚頂掌法
全真教最強的掌法，馬鈺被彭連虎用毒針偷襲後，迅速回擊的招式，第三版中改為「履霜破冰掌法」。
同歸劍法
全真教劍法之一，劍法只攻不守，招招力求同歸於盡，故名同歸劍法，是由於全真七子怕落單遇上西毒歐陽鋒因而由王重陽為他們創出，曾傳授給周伯通。意在犧牲一人保全同門，丘處機曾用這門劍法與江南七怪及焦木大師交手。
指筆功
全真教武學，在江南七怪和馬鈺故布疑陣欺騙梅超風時，曾提及譚處瑞練就此功。
金關玉鎖二十四訣
全真教武學，馬鈺所修練的內功，周伯通亦修練
天罡北斗陣
王重陽替全真七子新創的陣法，以北斗七星運轉為原理，可聯手對抗四絕等級的高手，陣法和九陰真經的北斗大法相呼應，乃道家至高之學。全真七子布陣時馬鈺位當天樞，譚處端位當天璇，劉處玄位當天璣，丘處機位當天權，四人組成斗魁；王處一位當玉衡，郝大通位當開陽，孫不二位當搖光，三人組成斗柄。北斗七星中以天權光度最暗，卻是居魁柄相接之處，最是衝要，因此由七子中武功最強的丘處機承當，斗柄中以玉衡為主，由武功次強的王處一承當。
天罡北斗陣可將七人之力合而為一，王重陽昔年曾為此陣花過無數心血。小則以之聯手搏擊，化而為大，可用於戰陣。敵人來攻時，正面首當其衝者不用出力招架，卻由身旁道侶側擊反攻，猶如一人身兼數人武功，確是威不可當。七子卻是以靜制動，盤膝而坐，擊首則尾應，擊尾則首應，擊腰則首尾皆應，牢牢的將敵人困在陣中。
但天罡北斗陣的缺陷就在「北極星位」，一旦位置被佔，反而七人都是門戶洞開，互相不能聯防，每人都暴於敵人攻勢之下。因為北斗星宿中「天樞」「天璇」兩星聯一直線，向北伸展，即遇北極星。此星永居正北，北斗七星每晚環之而轉。只須搶到北極星的方位，北斗陣散了便罷，否則更能坐鎮中央，帶動陣法，那時以逸待勞，自是立於不敗之地。周伯通亦懂，但没有使用， 與九陰真經的北斗大法相近。
虎門手
全真教武學，是一種點穴手法，鹿清篤曾於全真教小比之中施展的武功。
重陽劍法
初版中楊過用來迎戰丐幫弟子的武功，是全真教的嫡傳劍法，是全真教開山祖師王重陽所創的
左右互搏
關鍵訣竅全在「分心二用」四字，雙手分使兩般武功，威力頓時倍增。
空明拳
天下至柔的拳，共七十二路，以虛擊實，以不足勝有餘，要旨是“以空而明”“空、柔、鬆”
柔中帶韌的拳，拳力若有若無，出拳勁道要虛，身子柔軟如蟲，拳招糊里糊塗。
《九陰真經》
是金庸小說中虛構的武學秘籍。是金庸武俠小說中威力極強大，也最富盛名的武學秘笈，也是武林中眾人無不想爭奪的一樣至寶。
經中包含各式上乘武學，乃一武學百科全書，所載內功、輕功、拳、掌、腿、刀法、劍法、杖法、鞭法、指爪、點穴密技、療傷法門、閉氣神功、移魂大法等無所不包。
只要練成其中任何一門絕學即可獨步武林，如在江湖中令人聞風喪膽的「黑風雙煞」也只是練成經中的九陰白骨爪和摧心掌，便馳騁大漠罕逢敵手，而且周身铜筋铁骨，刀枪不入。

### 上卷
- 北斗大法

九陰真經中多次提到說是修習上乘功夫的根基法門，經中所載的北斗大法微妙深奧，難以明白。郭靖見全真七子行功佈天罡北斗陣，以道家武功印證九陰真經中的道家武學，處處若合符節，獲得不少進益。
易筋鍛骨章
此篇为心法，练成后可激增內力，不但有打坐修炼的静功，也有由外而内的动功。郭靖賴以成為天下第一的關鍵武學。
療傷章
療傷篇系為療傷之用，亦能用以增加功力。
- 點穴篇

此篇只述及點穴方面的要旨，小說中未描述詳細的招式。
- 解穴秘訣

为自通穴道之法，可在被人点中穴道或闭塞时，即可用此法自行打通。
- 收筋縮骨法

君山大會中郭靖以此“收筋缩骨法”脫縛。本是下五門的功夫，練至精深處可將身子縮成極小一團。（《射雕英雄傳》第二七回）
飛絮勁
屬於一種卸力的巧勁，可將對手強勁的攻擊力化為無形。
移魂大法
為攝心術的一種，實質有如現代的催眠，能用來對付武功高強，但心志不堅的對手。
蛇行狸翻
九阴真经所传身法，是上乘的閃避身法，即便在地上翻滚，也是灵动异常，周伯通曾以此功避開黃藥師的掌法。
- 上天梯

一口氣能躍上兩、三尺，如訓練過全真教的金雁功，即可一躍丈許。

### 下卷
大伏魔拳
仅为九阴真经拳法中一招的名字，这拳刚阳之气更重，与道家武学的一味阴柔并不相同。 周伯通曾在百花谷利用左右互搏使出此招與楊過過招，最後打成平手， 並獲楊過讚賞
- 手揮五弦

只見小龍女左掌已与歐陽鋒右掌抵上，知道師父功力遠遠不及義父，時刻稍久，必受內傷，當即伸五指在歐陽鋒右肘輕輕一拂，正是他新學九陰真經中的“手揮五弦”上乘功夫。他雖習練未熟，但落點恰到好處，歐陽鋒手臂微酸，全身消勁。
- 摧堅神爪

乃九陰真經中所載之上乘武功，金庸作品中只有黃衫女登場時使用。
峨眉派第四代掌門周芷若亦急於速成而修練九陰白骨爪，欲將「金毛獅王」謝遜襲殺時被黃衫女子以「摧堅神爪」輕鬆制伏，摧堅神爪與九陰白骨爪高下立判。
- 白蟒鞭

乃九陰真經中所載之武功，黃裳敵人所用，較易修煉速成，梅超風用镀银钢鞭來練，後來周芷若也修練此門武學。
- 金钟罩铁布衫

橫練功夫，黃裳敵人所用，較易修煉速成，黑風雙煞練了7、8成後橫行江湖。

### 相關人物
- 師兄：王重陽（實為師父）
- 师侄：全真七子
- 徒弟：耶律齊
- 愛人：瑛姑
- 東邪：黃藥師
- 西狂：楊過
- 南帝（後改為南僧）：一燈大師
- 北俠：郭靖（亦是義弟）
- 北丐： 洪七公
- 西毒： 歐陽鋒

## 影视形象

### 劇集
《射鵰英雄傳》：
- 秦煌：香港佳藝電視《射鵰英雄傳》（1976年）、香港無綫電視《射鵰英雄傳》（1983年）
- 龙冠武：台灣中視《射鵰英雄傳》（1988年）
- 黎耀祥：香港無綫電視《中神通王重陽》（1992年）、《射鵰英雄傳之南帝北丐》（1993年）、《射鵰英雄傳》（1994年）
- 廖啟智：香港無綫電視《射鵰英雄傳之九陰真經》（1994年）
- 赵亮：中國慈文影視《射鵰英雄傳》（2003年）、上海唐人公司《射鵰英雄傳》（2008年）
- 宁文彤：中國華策影視、完美影視聯合出品《射鵰英雄傳》（2017年）
- 田雷：中國企鵝影視、耀客傳媒聯合出品《金庸武侠世界》（2024年）

《神鵰俠侶》：
- 秦煌：香港佳藝電視《神鵰俠侶》（1976年）、香港無綫電視《神鵰俠侶》（1983年）
- 龙冠武：台灣中視《神鵰俠侶》（1984年）
- 黎耀祥：香港無綫電視《神鵰俠侶》（1995年）
- 麦皓为：新加坡新傳媒《神鵰俠侶》（1998年）
- 周德华：中國華夏視聽、于正工作室聯合出品《神鵰俠侶》（2014年）
- 柳小海：中國芒果娛樂、盛夏星空傳媒聯合出品《新神鵰俠侶》（待播）

其他：
- 張柏舟：台灣民視《黃金歲月》（2022年）

### 電影
- 刘少文：《射鵰英雄傳》（1958年），香港粵語長片，峨嵋電影公司
- 郭追：《射鵰英雄傳》（1977年）、《射鵰英雄傳續集》（1978年）、《射鵰英雄傳第三集》（1981年），邵氏公司
- 刘嘉玲：《射鵰英雄傳之東成西就》（1993年），學者電影公司